# Ferdinand Denis
Pour les articles homonymes, voir Denis.
Jean Ferdinand Denis, né le 13 août 1798 à Paris où il est mort le 1er août 1890, est un voyageur et historien français spécialiste de l'histoire du Brésil au XIXe siècle. Il fut administrateur de la bibliothèque Sainte-Geneviève.

## Carrière
Son père Joseph-André Denis, bachelier et traducteur juré au Ministère des Affaires étrangères, dispose de la protection de Talleyrand. Sa mère Aglaé-Sophie Stocard descend d’une famille d’avocats au Parlement de Paris, son père Jean-Baptiste sera maire de Villecresnes. Le couple aura trois enfants dont  Alphonse Denis, maire d’Hyères et une fille, Marie Sophie  (1807 - 26 décembre 1835). Ferdinand restera toute sa vie célibataire. Il sera proche de Charles Nodier et du peintre Louis-Charles Arsenne avec qui il écrira un Manuel du peintre et du sculpteur.
Son père ayant perdu son emploi et la situation financière de la famille étant  précaire, il s'embarque à 18 ans le 24 août 1816 pour l'Amérique du Sud avec un ami de la famille, Henri Plasson, commerçant et agent consulaire à Salvador dans la province de Bahia au Brésil. Il espère faire fortune. Il arrive  à Rio de Janeiro en octobre 1816, y séjourne jusqu'au 12 mars 1817 et rejoint Salvador le 12 mai 1817 comme secrétaire de Plasson. Cependant, sa situation ne le satisfaisant pas, il en profite pour voyager et rentre en France en octobre 1819.
En 1838, il rejoint le ministère de l’Instruction publique comme bibliothécaire. Il est  conservateur de la bibliothèque Sainte-Geneviève de 1841 à 1865, et administrateur de 1865 à 1885.
Il était ce que les biographes appellent un infatigable écrivain, l'auteur de plusieurs livres sur la littérature portugaise, d'autres sur l'histoire et les coutumes du Brésil, un perpétuel contributeur de journaux et revues comme Le Magasin pittoresque, Le Tour du monde ou la revue brésilienne Corographia Brasilica. Il semblait avoir un intérêt particulier pour les traditions et le spiritualisme. Il apporta également son concours au Bulletin du Bibliophile, que le libraire-éditeur Joseph Techener avait fondé avec Charles Nodier en 1834.
Son ouvrage Le Brahme voyageur  ou la sagesse populaire de toutes les Nations reçut en 1832 le prix Montyon.
En 1847, il rédige la brochure pour l'inauguration de la statue du Génie de la navigation à Toulon grâce à son frère.
Sainte-Beuve dira de lui : «M. Ferdinand Denis, auteur de Scènes de la nature sous les Tropiques et André le voyageur, est dans nos générations un représentant très pur et très sensible de l’inspiration propre  venue de Bernardin de Saint-Pierre».
Il est considéré comme un promoteur de la jeune littérature brésilienne de son époque.
Officier de la Légion d'honneur, il sera commandeur de l’Ordre d'Isabelle la Catholique, grand-croix de l’ordre impérial de la Rose du Brésil et de l’ordre du Christ du Portugal.

## Son portrait
- Son portrait photo sur le site de la Bibliothèque nationale du Portugal

## Publications
Par ordre chronologique.

### Articles et notices
- Une Notice biographique et littéraire en préface des Poésies de maître Adam Billaut (A. Billaut), édité par J. Pinet en 1842[2].
- Une Notice sur le matelot Selkirk, sur l'île de Juan-Fernandez, sur les Caraïbes et les Puelches accompagnant Robinson Crusoé (de Daniel Defoe) dans une édition par Borel et Varenne en 1836[3] et par Didier en 1845.
- Les îles Andamans : Article illustré extrait du Tour du Monde, édité en 1860.
- Voyage de D. Giovanni Mastai (Pie IX) dans l'Amérique du Sud (de Gènes à Santiago en 1823-24) : Article illustré extrait du Tour du Monde, édité en 1860.
- La légende de Cacahuatl : lettre éditée par Guillaumin en 1860, accompagnant Le cacao et le chocolat d'Arthur Mangin[4].
- Les voyages du Dr Lacerda dans l'Afrique orientale : édité par Imprimerie Nouvelle en 1882, extrait du journal le Brésil, courrier de l'Amérique du Sud[5].
- Le Génie de la navigation Laurent imprimeur Toulon ; Ledoyen Libraire (Paris)

### Livres
Comme auteur unique :
- La Guyane, ou Histoire, mœurs, usages et costumes des habitans de cette partie de l'Amérique : édité par Nepveu en 1823.
- Buenos Ayres et le Paraguay, ou Histoire, mœurs, usages et costumes des habitans de cette partie de l'Amérique. : édité par Nepveu en 1823.
- Scènes de la nature sous les tropiques et de leur influence sur la poésie, suivies de Camoens et Jozé Indio. : édité par Louis Janet en 1824.
- Résumé de l'histoire du Brésil, suivi du Résumé de l'histoire de  Guyane : édité par Lecointe & Durey en 1825.
- Tableau historique, analytique et critique des sciences occultes : publié en 1830, réédition Mairet et Fournier, 1842.
- Le brahme voyageur, ou La sagesse populaire de toutes les nations, qui reçut le prix Montyon de l'Académie française : édité à Paris en 1832.
- Les navigateurs, ou Choix de voyages anciens et modernes, recueillis. : édité par Louis Janet en 1834.
- Musée de Naples ; Peintures, bronzes et statues érotiques du cabinet secret : édité par Abel Ledoux en 1836.
- Chroniques chevaleresques de l'Espagne et du Portugal, suivies du Tisserand de Ségovie, drame du XVIIe siècle : édité par Ledoyen en 1839.
- André, le Voyageur : édité en 1840.
- Le monde enchanté, cosmographie et histoire naturelle fantastique du Moyen Âge : publié en 1843.
- Portugal : édité par Didot Frères en 1846[6].
- Une fête brésilienne, célébrée a Rouen en 1550, suivie d'un Fragment du XVIe siècle roulant sur la théogonie des anciens peuples du Brésil, et des Poésies en langue tupique de Christovam Valente : édité à Paris en 1850.
- Histoire de l'ornementation des manuscrits : édité à Paris en 1857, puis par Edouard Rouveyre en 1880.
- Brésil, édité par Didot Frères en 1863 (souvent édité avec Colombie et Guyanes de César Famin)[7].
- Arte plumaria. Les plumes, leur valeur et leur emploi dans les arts au Mexique, au Pérou, au Brésil, dans les Indes et dans l'Océanie : édité par Ernest Leroux en 1875.Le Brésil, Histoire, mœurs, usages et coutumes des habitans de ce royaume

Comme coauteur :

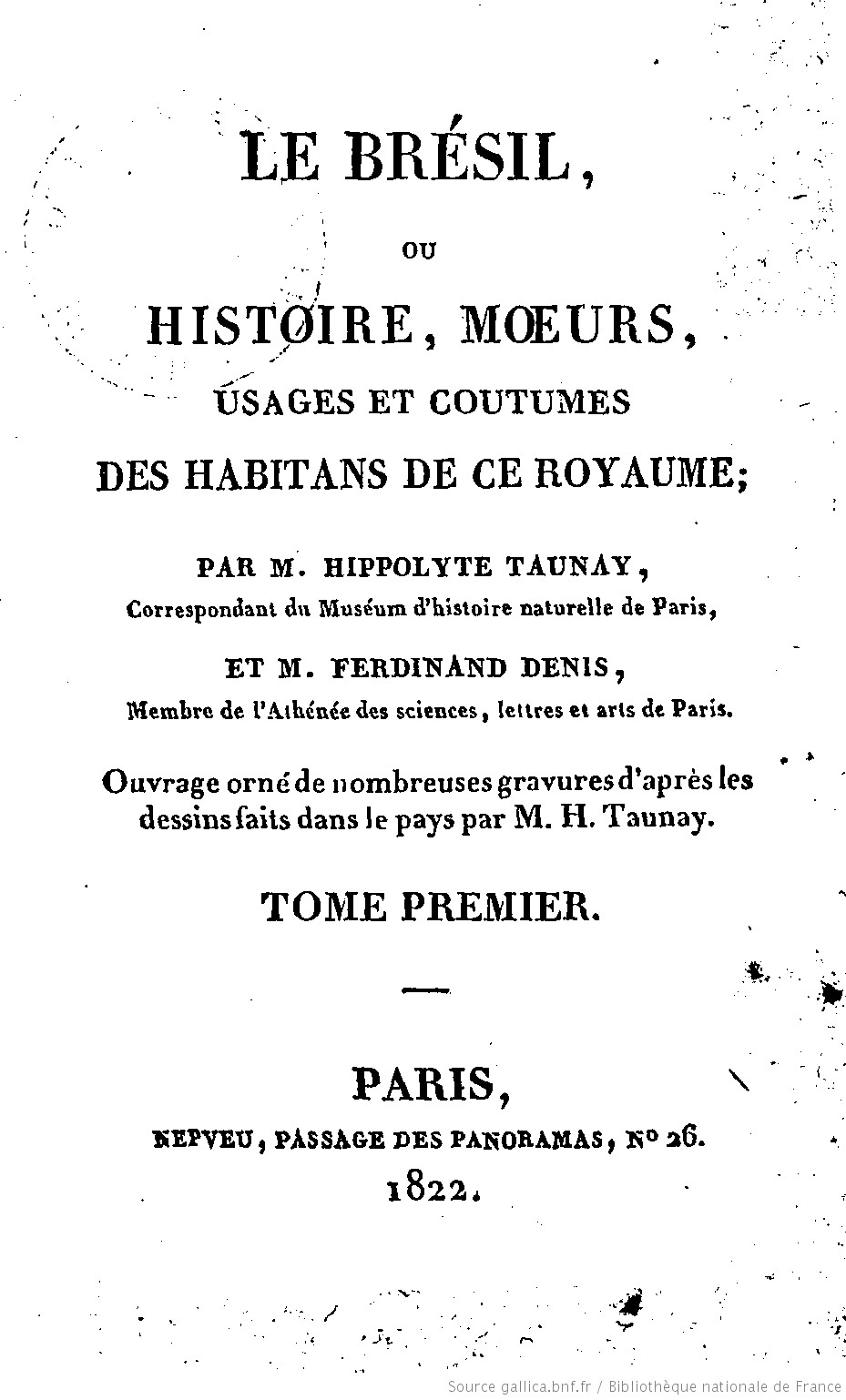
Le Brésil, Histoire, mœurs, usages et coutumes des habitans de ce royaume

- Le Brésil, ou Histoire, mœurs, usages et coutumes des habitans de ce royaume : Ouvrage orné de nombreuses gravures d'après les dessins faits dans le pays : coauteur avec Hippolyte Taunay, édité par Nepveu en 1822.
- Manuel du peintre et du sculpteur : coauteur avec L.C. Arsenne, édité en 1833.
- Les Californies, l'Oregon et l'Amérique russe. Afrique australe, cap de Bonne-Espérance, Congo, etc. Afrique Orientale, etc. Afrique Centrale, etc. Empire de Maroc. L'Univers Pittoresque : coauteur avec F. Hoefer, édité par Firmin Didot Frères en 1848[8].
- Nouveau manuel de bibliographie universelle. : coauteur avec Pierre Pincon et Guillaume François De Martone, édité par la Librairie Encyclopédique de Roret en 1857.
- Les vrais Robinsons. Naufrages, solitude, voyages. : coauteur avec Victor Chauvin, édité par la Librairie du Magasin Pittoresque en 1863.

## Le fonds Ferdinand Denis
Ce fonds de la Bibliothèque Sainte-Geneviève sur l'Espagne, le Portugal, les langue et civilisation brésiliennes, qui comprend notamment des manuscrits (notes et correspondance) de F. Denis et des ouvrages annotés par lui, comporte 1350 ouvrages.

## Sources
- Cette page
- Livres de Ferdinand Denis listés chez AbeBooks
- Notice du fonds Ferdinand Denis de la Bibliothèque Sainte-Geneviève
- Gallica, bibliothèque numérique de la Bibliothèque nationale de France
- Note biographique dans le Portail "La France au Brésil" de la BnF